# Fritz Kempe (Maler)
Fritz Kempe (* 30. Dezember 1898 in Leipzig; † 18. November 1971 in Dresden) war ein deutscher Maler und Grafiker.

## Leben
Fritz (eigentlich Richard Johann Fritz) Kempe absolvierte in Leipzig eine Lehre zum Schriftsetzer. Daneben besuchte er Abendkurse an der Königlichen Akademie für graphische Künste und Buchgewerbe. Ab 1917 nahm er als Soldat am Ersten Weltkrieg teil. Von 1919 bis 1922 studierte er an der Akademie, unter anderem in der Radierklasse von Alois Kolb. Daneben studierte er an der Universität Leipzig Kunstgeschichte und Pädagogik. Von 1922 bis 1939 war er in Leipzig Kunsterzieher im höheren Schuldienst und außerdem von 1932 bis 1940 künstlerischer Leiter der Buchbinderei des Fickentscher-Verlags. 1938 erhielt er die Sächsische Staatsmedaille. Kempe gehörte zum Freundeskreis um Felix Skoda und Rudolf Lipus. In der Zeit des Nationalsozialismus war er Mitglied der Reichskammer der bildenden Künste. Es ist für diese Zeit die Teilnahme an mindestens fünfzehn Ausstellungen belegt. Kempe nahm u. a. 1935/36 an der Internationalen Grafikschau in Chicago und 1937 an der Weltausstellung in Paris teil, wo er den Grand Prix für Grafik erhielt. 1942 wurde Kempe zum Professor ernannt.
Von 1943 bis 1945 nahm er als Soldat der Wehrmacht am Zweiten Weltkrieg teil. 1944 wurde beim Luftangriff auf Leipzig ein Großteil seiner Werke in seiner Wohnung in der Scharnhorststraße 35 zerstört. Ab 1952 lebte Kempe in Dresden.
Kempe war Mitglied des Verbands Bildender Künstler der DDR und nahm 1953 und 1962/1963 an der Dritten und Fünften Deutschen Kunstausstellung in Dresden teil.

## Werke (Auswahl)

### Zeichnungen und Druckgrafik
- Dünenlandschaft bei Nidden (um 1935, Graphitzeichnung, 19,6 × 27 cm)[3]

- Ostseefischer (Bleistiftzeichnung, 76 × 57 cm; ausgestellt 1953 auf der Dritten Deutschen Kunstausstellung)[4]
- Nationalpreisträger Prof. Dr. Victor Klemperer (Zeichnung, 1953)[5][6]
- Er mahnt (Pastell, 1952)[7][6]
- Heimkehrendes Fangboot (Radierung; ausgestellt 1962/1963 auf der Fünften Deutschen Kunstausstellung)[8]

### Fachpublikation Kempes
- Die Radierung: Eine praktische Anleitung, VEB E. A. Seemann Verlag, Leipzig 1984